# Collegio di Daventry
Daventry è un collegio elettorale inglese situato nel Northamptonshire, nelle Midlands Orientali, rappresentato alla Camera dei comuni del Parlamento del Regno Unito. Elegge un membro del parlamento con il sistema first-past-the-post, ossia maggioritario a turno unico; l'attuale parlamentare è Stuart Andrew del Partito Conservatore, che rappresenta il collegio dal 2024.

## Estensione

Daventry dal 2010 al 2024

- 1918-1950: i Municipal Borough di Brackley e Daventry, i distretti rurali di Brackley, Crick, Daventry, Hardingstone, Middleton Cheney, Potterspury e Towcester, e parte del distretto rurale di Northampton.
- 1974-1983: i Municipal Borough di Brackley e Daventry e i distretti rurali di Brackley, Brixworth, Daventry, Northampton e Towcester.
- 1983-1997: i ward del distretto di Daventry di Abbey North, Abbey South, Badby, Barby, Brampton, Braunston, Byfield, Crick and West Haddon, Drayton, Everdon, Flore, Guilsborough, Hill, Kilsby, Long Buckby, Ravensthorpe, Spratton, Weedon, Welford, Woodford e Yelvertoft, e i ward del distretto di South Northamptonshire di Astwell, Blakesley, Brackley East, Brackley West, Cosgrove, Danvers, Deanshanger, Forest, Grafton, Greatworth, King's Sutton, Kingthorn, Middleton Cheney, Potterspury, Rainsborough, Slapton, Tove, Towcester e Wardoun.
- 1997-2010: i ward del distretto di Daventry di Abbey North, Abbey South, Badby, Barby, Brampton, Braunston, Byfield, Crick and West Haddon, Drayton, Everdon, Flore, Hill, Kilsby, Long Buckby, Ravensthorpe, Weedon, Woodford e Yelvertoft, e i ward del distretto di South Northamptonshire di Astwell, Blakesley, Blisworth, Brackley East, Brackley West, Bugbrooke, Cosgrove, Danvers, Deanshanger, Forest, Gayton, Grafton, Greatworth, Heyford, King’s Sutton, Kingthorn, Middleton Cheney, Potterspury, Rainsborough, Slapton, Tove, Towcester e Wardoun.
- 2010-2024: il distretto di Daventry, i ward del distretto di South Northamptonshire di Cote, Downs, Grange, Harpole e Heyford, e i ward del borough di Wellingborough di Earls Barton e West.
- dal 2024: il ward di Earls Barton del distretto di North Northamptonshire e i ward di Braunston and Crick; Brixworth; Daventry East; Daventry West; Long Buckby; Moulton; Silverstone (distretti elettorali SAG, SAP, SAQ, SBJ e SCL) e Woodford and Weedon del distretto di West Northamptonshire.[1]

Il collegio copre la parte occidentale del Northamptonshire, e prende il nome dalla città di Daventry. Copre le parti occidentali del distretto di Daventry e del South Northamptonshire.

## Membri del parlamento
| Elezione | Elezione            | Deputato                   | Partito               |
| -------- | ------------------- | -------------------------- | --------------------- |
|          | 1918                | Edward FitzRoy             | Conservatore          |
|          | 1928                | Edward FitzRoy             | Speaker               |
|          | 1943 (S)            | Reginald Manningham-Buller | Conservatore          |
|          | 1950                | Collegio abolito           | Collegio abolito      |
|          | Feb 1974            | Collegio ri-istituito      | Collegio ri-istituito |
|          | Feb 1974            | Arthur Jones               | Conservatore          |
| 1979     | Reg Prentice        |                            | Conservatore          |
| 1987     | Tim Boswell         |                            | Conservatore          |
| 2010     | Chris Heaton-Harris |                            | Conservatore          |
| 2024     | Stuart Andrew       |                            | Conservatore          |

## Elezioni

### Elezioni negli anni 2020
| Partito                    | Partito                                   | Candidato                  | Risultati 4 luglio 2024 | Risultati 4 luglio 2024 |
| Partito                    | Partito                                   | Candidato                  | Voti                    | %                       |
| -------------------------- | ----------------------------------------- | -------------------------- | ----------------------- | ----------------------- |
|                            | Conservatore                              | Stuart Andrew              | 17 872                  | 33,67                   |
|                            | Laburista                                 | Marianne Kimani            | 14 860                  | 27,99                   |
|                            | Reform UK                                 | Scott Cameron              | 10 636                  | 20,04                   |
|                            | Lib Dem                                   | Jonathan Harris            | 6 755                   | 12,73                   |
|                            | Verdi                                     | Clare Slater               | 2 959                   | 5,57                    |
|                            |                                           |                            |                         |                         |
| Iscritti                   | Iscritti                                  | Iscritti                   | 80 879                  | 100,00                  |
| ↳ Votanti (% su iscritti)  | ↳ Votanti (% su iscritti)                 | ↳ Votanti (% su iscritti)  | 53 082                  | 65,63                   |
| ↳ Astenuti (% su iscritti) | ↳ Astenuti (% su iscritti)                | ↳ Astenuti (% su iscritti) | 27 797                  | 34,37                   |
|                            |                                           |                            |                         |                         |
|                            | Esito: collegio confermato a Conservatore |                            |                         |                         |

### Elezioni negli anni 2010
| Partito                    | Partito                                   | Candidato                  | Risultati 12 dicembre 2019 | Risultati 12 dicembre 2019 |
| Partito                    | Partito                                   | Candidato                  | Voti                       | %                          |
| -------------------------- | ----------------------------------------- | -------------------------- | -------------------------- | -------------------------- |
|                            | Conservatore                              | Chris Heaton-Harris        | 37 055                     | 64,55                      |
|                            | Laburista                                 | Paul Joyce                 | 10 975                     | 19,12                      |
|                            | Lib Dem                                   | Andrew Simpson             | 7 032                      | 12,25                      |
|                            | Verdi                                     | Clare Slater               | 2 341                      | 4,08                       |
|                            |                                           |                            |                            |                            |
| Iscritti                   | Iscritti                                  | Iscritti                   | 77 423                     | 100,00                     |
| ↳ Votanti (% su iscritti)  | ↳ Votanti (% su iscritti)                 | ↳ Votanti (% su iscritti)  | 57 403                     | 74,14                      |
| ↳ Astenuti (% su iscritti) | ↳ Astenuti (% su iscritti)                | ↳ Astenuti (% su iscritti) | 20 020                     | 25,86                      |
|                            |                                           |                            |                            |                            |
|                            | Esito: collegio confermato a Conservatore |                            |                            |                            |

| Partito                    | Partito                                   | Candidato                  | Risultati 8 giugno 2017 | Risultati 8 giugno 2017 |
| Partito                    | Partito                                   | Candidato                  | Voti                    | %                       |
| -------------------------- | ----------------------------------------- | -------------------------- | ----------------------- | ----------------------- |
|                            | Conservatore                              | Chris Heaton-Harris        | 35 464                  | 63,71                   |
|                            | Laburista                                 | Aiden Ramsey               | 13 730                  | 24,67                   |
|                            | Lib Dem                                   | Andrew Simpson             | 4 015                   | 7,21                    |
|                            | UKIP                                      | Ian Gibbins                | 1 497                   | 2,69                    |
|                            | Verdi                                     | Jamie Wildman              | 957                     | 1,72                    |
|                            |                                           |                            |                         |                         |
| Iscritti                   | Iscritti                                  | Iscritti                   | 75 220                  | 100,00                  |
| ↳ Votanti (% su iscritti)  | ↳ Votanti (% su iscritti)                 | ↳ Votanti (% su iscritti)  | 55 663                  | 74,00                   |
| ↳ Astenuti (% su iscritti) | ↳ Astenuti (% su iscritti)                | ↳ Astenuti (% su iscritti) | 19 557                  | 26,00                   |
|                            |                                           |                            |                         |                         |
|                            | Esito: collegio confermato a Conservatore |                            |                         |                         |

| Partito                    | Partito                                   | Candidato                  | Risultati 7 maggio 2015 | Risultati 7 maggio 2015 |
| Partito                    | Partito                                   | Candidato                  | Voti                    | %                       |
| -------------------------- | ----------------------------------------- | -------------------------- | ----------------------- | ----------------------- |
|                            | Conservatore                              | Chris Heaton-Harris        | 30 550                  | 58,18                   |
|                            | Laburista                                 | Abigail Campbell           | 9 491                   | 18,08                   |
|                            | UKIP                                      | Michael Gerard             | 8 286                   | 15,78                   |
|                            | Lib Dem                                   | Callum Delhoy              | 2 352                   | 4,48                    |
|                            | Verdi                                     | Steve Whiffen              | 1 829                   | 3,48                    |
|                            |                                           |                            |                         |                         |
| Iscritti                   | Iscritti                                  | Iscritti                   | 72 739                  | 100,00                  |
| ↳ Votanti (% su iscritti)  | ↳ Votanti (% su iscritti)                 | ↳ Votanti (% su iscritti)  | 52 518                  | 72,20                   |
| ↳ Astenuti (% su iscritti) | ↳ Astenuti (% su iscritti)                | ↳ Astenuti (% su iscritti) | 20 221                  | 27,80                   |
|                            |                                           |                            |                         |                         |
|                            | Esito: collegio confermato a Conservatore |                            |                         |                         |

| Partito                    | Partito                                   | Candidato                  | Risultati 6 maggio 2010 | Risultati 6 maggio 2010 |
| Partito                    | Partito                                   | Candidato                  | Voti                    | %                       |
| -------------------------- | ----------------------------------------- | -------------------------- | ----------------------- | ----------------------- |
|                            | Conservatore                              | Chris Heaton-Harris        | 29 252                  | 56,50                   |
|                            | Lib Dem                                   | Christopher McGlynn        | 10 064                  | 19,44                   |
|                            | Laburista                                 | Paul Corazzo               | 8 168                   | 15,78                   |
|                            | UKIP                                      | Jim Broomfield             | 2 333                   | 4,51                    |
|                            | Democratici                               | Alan Bennett-Spencer       | 1 187                   | 2,29                    |
|                            | Verdi                                     | Steve Whiffen              | 770                     | 1,49                    |
|                            |                                           |                            |                         |                         |
| Iscritti                   | Iscritti                                  | Iscritti                   | 71 412                  | 100,00                  |
| ↳ Votanti (% su iscritti)  | ↳ Votanti (% su iscritti)                 | ↳ Votanti (% su iscritti)  | 51 774                  | 72,50                   |
| ↳ Astenuti (% su iscritti) | ↳ Astenuti (% su iscritti)                | ↳ Astenuti (% su iscritti) | 19 638                  | 27,50                   |
|                            |                                           |                            |                         |                         |
|                            | Esito: collegio confermato a Conservatore |                            |                         |                         |

### Elezioni negli anni 2000
| Partito                    | Partito                                   | Candidato                  | Risultati 5 maggio 2005 | Risultati 5 maggio 2005 |
| Partito                    | Partito                                   | Candidato                  | Voti                    | %                       |
| -------------------------- | ----------------------------------------- | -------------------------- | ----------------------- | ----------------------- |
|                            | Conservatore                              | Tim Boswell                | 31 206                  | 51,63                   |
|                            | Laburista                                 | Andrew Hammond             | 16 520                  | 27,33                   |
|                            | Lib Dem                                   | Hannah Saul                | 9 964                   | 16,49                   |
|                            | UKIP                                      | Barry Mahoney              | 1 927                   | 3,19                    |
|                            | Veritas                                   | Barrie Wilkins             | 822                     | 1,36                    |
|                            |                                           |                            |                         |                         |
| Iscritti                   | Iscritti                                  | Iscritti                   | 88 750                  | 100,00                  |
| ↳ Votanti (% su iscritti)  | ↳ Votanti (% su iscritti)                 | ↳ Votanti (% su iscritti)  | 60 439                  | 68,10                   |
| ↳ Astenuti (% su iscritti) | ↳ Astenuti (% su iscritti)                | ↳ Astenuti (% su iscritti) | 28 311                  | 31,90                   |
|                            |                                           |                            |                         |                         |
|                            | Esito: collegio confermato a Conservatore |                            |                         |                         |

| Partito                    | Partito                                   | Candidato                  | Risultati 7 giugno 2001 | Risultati 7 giugno 2001 |
| Partito                    | Partito                                   | Candidato                  | Voti                    | %                       |
| -------------------------- | ----------------------------------------- | -------------------------- | ----------------------- | ----------------------- |
|                            | Conservatore                              | Tim Boswell                | 27 911                  | 49,24                   |
|                            | Laburista                                 | Kevin Quigley              | 18 262                  | 32,22                   |
|                            | Lib Dem                                   | Jamie Calder               | 9 130                   | 16,11                   |
|                            | UKIP                                      | Peter Baden                | 1 381                   | 2,44                    |
|                            |                                           |                            |                         |                         |
| Iscritti                   | Iscritti                                  | Iscritti                   | 86 540                  | 100,00                  |
| ↳ Votanti (% su iscritti)  | ↳ Votanti (% su iscritti)                 | ↳ Votanti (% su iscritti)  | 56 684                  | 65,50                   |
| ↳ Astenuti (% su iscritti) | ↳ Astenuti (% su iscritti)                | ↳ Astenuti (% su iscritti) | 29 856                  | 34,50                   |
|                            |                                           |                            |                         |                         |
|                            | Esito: collegio confermato a Conservatore |                            |                         |                         |

## Risultati dei referendum

### Referendum sulla permanenza del Regno Unito nell'Unione europea del 2016
|             | Collegio | Lasciare UE % | Rimanere in UE % |
| ----------- | -------- | ------------- | ---------------- |
|             | Daventry | 58,7%         | 41,3%            |
| Inghilterra | 53,3%    | 46,7%         |                  |
| Regno Unito | 51,9%    | 48,1%         |                  |